# Point (Toponym)
Point ist ein altes deutsches Toponym.

## Bedeutung
Im bairischen Sprachraum bedeutet die Point, das sich aus dem althochdeutschen Begriff biunta, später Beunde, entwickelt hat, entweder ein kleines Gütleranwesen oder eine umzäunte Flur außerhalb des gemeinschaftlichen Eigentums, das sich oft im alleinigen Besitz des Grundherren befand. (Beunde steht heute noch schweiz./südd. für Kleingarten.) Pointler ist die ortsübliche Bezeichnung für einen Häusler, einen Kleinbauern, mit unter 10 Joch Feld (also weniger als ein Viertelbauer, vergl. Sölde).
Kein Zusammenhang besteht mit dem aus lateinisch punctum (‚Einstich‘) entstandenen französisch le point und englisch the point.

### Ortsbezeichnungen mitPoint
Zahlreiche Orte, Höfe, Flur- und danach benannte Straßennamen enthalten noch heute die Bezeichnung point. 
Ortsnamen finden sich in einem verhältnismäßig kleinen Gebiet in Altbayern,  mit einer Ausnahme in Niederbayern liegen alle Orte in Oberbayern. In Österreich kommt der Ortsname Point selbst 17 mal vor, in allen Bundesländern außer Vorarlberg. In Südtirol erscheint das Toponym als Peinte und Peinten im östlichen Landesteil (Pustertal).
Bildungen mit dem Wort gibt es zahlreich, meist als Grundwort in Ortsnamen (wie Haberpoint, Niesenpoint) sowie häufig als Hofname und Herkunftsname von Personen (Pointner, Peintner oder Paintner). Auch aus den zusammengesetzten Ortsnamen wurden wieder Herkunftsbezeichnungen abgeleitet (wie Bärnpointner oder Kreuzpaintner).